# Raúl Sapena Pastor
Raúl Sapena Pastor Guérin (Asunción, 9 de octubre de 1908-15 de junio de 1989) fue un jurista, diplomático, catedrático universitario y político paraguayo. Ocupó altos cargos en la Corte Suprema de Justicia de Paraguay, fue varias veces embajador y se desempeñó como ministro de Relaciones Exteriores entre 1956 y 1976 durante la dictadura de Stroessner. Fue senador entre 1976 y 1989.

## Orígenes y formación
Nació el 9 de octubre de 1908 en la ciudad de Asunción, Paraguay, siendo el menor de los nueve hijos del matrimonio conformado por Francisco Sapena y Pastor, de origen español, y Josephine Guérìn Mertens, de origen francés. Era católico. Contrajo matrimonio con Juana Brugada Montero, con quien tuvo cuatro hijos: Graciela Josefina, Raúl Ricardo, Rubén Adolfo y Gloria Susana.
Cursó sus estudios secundarios en el Colegio San José de Asunción, donde egresó como bachiller en 1926, obteniendo dos medallas de oro: la del colegio y la de la asociación de exalumnos. Posteriormente ingresó a la Facultad de Derecho y Ciencias Sociales de la Universidad Nacional de Asunción. A los 21 años se convirtió en abogado, y a los 23 obtuvo el título de doctor en derecho, rindiendo dos cursos por año para adelantar sus estudios.
Su hijo, –también político y jurista–, Rubén Sapena Brugada, relató:

«Lastimosamente no me quedan ejemplares del currículum de papá, pero de memoria les puedo decir que nació el 9 de octubre de 1908. En 1926 se recibió de bachiller en el Colegio San José con dos medallas de oro, la del colegio y la de la asociación. Tres años después era abogado, o sea a los 21, pues rendía exámenes de dos cursos por año. A los 23 era doctor en derecho y fue secretario de juzgado, fiscal, fiscal general del Estado, juez de 1.ª instancia y a los 30 años era miembro del Tribunal Superior de Justicia, hoy Corte Suprema, de la cual renunció en 1940, porque José Félix Estigarribia había impuesto por decreto la carta política llamada Constitución del 40, en la cual se exigía edad mínima de 35 años para ser miembro de la Corte y él no había cumplido los 32. Estigarribia murió dos meses después y papá fue nombrado, por Higinio Morínigo, ministro plenipotenciario en Bolivia. Después fue embajador en Uruguay, donde nació Gloria, su hija menor.»

## Trayectoria judicial
Sapena Pastor se destacó desde muy joven en el ámbito jurídico. Fue juez de Primera Instancia en lo Criminal, juez de Primera Instancia en lo Civil y Comercial, fiscal general del Estado, presidente del Tribunal de Apelación en lo Civil y Comercial, y miembro del Tribunal Superior de Justicia (actual Corte Suprema de Justicia de Paraguay).
Renunció a la Corte en 1940 por incompatibilidades legales impuestas por la nueva Constitución promovida por el presidente José Félix Estigarribia.

## Carrera diplomática y política

### Misiones internacionales
- 1939: Delegado plenipotenciario y presidente de la Delegación del Paraguay al II Congreso de Derecho Internacional Privado, Montevideo, Uruguay.
- 1940: Delegado plenipotenciario a la Conferencia Regional de los Países del Plata.
- 1941: Enviado extraordinario y ministro plenipotenciario ante el Gobierno de Bolivia.
- 1942: Delegado a la Conferencia de Rivera, Uruguay. Enviado extraordinario y ministro plenipotenciario ante el Gobierno de Uruguay, hasta 1944.
- 1942: Agente del Paraguay ante el Comité Consultivo de Emergencia para la Defensa Política del Continente, Montevideo.
- 1945: Miembro de la Corte Permanente de Arbitraje de La Haya.
- 1947: Embajador extraordinario y plenipotenciario en Brasil.
- 1948–1949: Embajador extraordinario y plenipotenciario ante el Gobierno de la Argentina.
- 1950: Representante ante el Consejo Interamericano de Jurisconsultos, Primera Reunión, Río de Janeiro, Brasil.
- 1952: Delegado a la Cuarta Reunión de la Conferencia Interamericana de Seguridad Social, México.

### Ministro de Relaciones Exteriores
En 1956 fue nombrado ministro de Relaciones Exteriores del Paraguay, cargo que ocupó por dos décadas, hasta 1976. Su gestión diplomática puede dividirse en dos etapas:
- Primera etapa: Previo al ascenso de Stroessner al poder, durante el período de transición política tras la guerra civil de 1947.
- Segunda etapa: Durante la dictadura de Stroessner, en la que desempeñó un papel fundamental en la inserción internacional del régimen y en la elaboración del Código Civil Paraguayo.

## Actividad parlamentaria
Tras su renuncia al Ministerio en 1976, Sapena Pastor asumió su banca como senador nacional. Fue elegido para tres períodos consecutivos:
- 1973-1978 (con permiso hasta 1976)
- 1978-1983
- 1983-1989

Durante su tiempo en el Senado, se destacó por su activa participación en comisiones legislativas.

## Obra académica
Sapena Pastor fue también profesor universitario y autor de textos de derecho internacional público. Sus obras fueron utilizadas como bibliografía en universidades de toda Latinoamérica. Su legado académico continúa siendo relevante en el estudio del derecho paraguayo.

## Fallecimiento y honores
Falleció en Asunción el 15 de junio de 1989. El entonces presidente de la República, Andrés Rodríguez Pedotti, y el Congreso Nacional ordenaron que su sepelio se realizara con honores militares correspondientes al rango de general de división, en reconocimiento a los altos servicios prestados a la patria.